# 莫莉·奥卡拉汉
莫莉·奥卡拉汉（英語：Mollie O'Callaghan，2004年4月2日—），澳大利亚女子游泳运动员，主攻自由泳。她曾代表澳大利亚参加2020年夏季奥林匹克运动会游泳比赛，获得二枚金牌和一枚铜牌。